# Adventures of Don Juan
Adventures of Don Juan is een Amerikaanse avonturenfilm uit 1948 onder regie van Vincent Sherman. Destijds werd de film in Nederland uitgebracht onder de titel De nieuwe avonturen van Don Juan.

## Verhaal
Don Juan verblijft samen met zijn knecht Leporello in Engeland. Om een bedrogen echtgenoot te ontlopen doet hij zich voor als de hertog van Córdoba. Omdat de echte hertog zijn ware identiteit onthult, wordt hij in de kerker gesmeten. Door bemiddeling van de Spaanse ambassadeur wordt hij vrijgelaten en teruggestuurd naar zijn vaderland. Daar wil de hertog van Lorca hem overtuigen van de voordelen van een oorlog met Engeland.

## Rolverdeling
| Acteur            | Personage                 |
| ----------------- | ------------------------- |
| Errol Flynn       | Don Juan                  |
| Viveca Lindfors   | Margaretha van Oostenrijk |
| Robert Douglas    | Hertog van Lorca          |
| Alan Hale         | Leporello                 |
| Romney Brent      | Filips III van Spanje     |
| Ann Rutherford    | Doña Elena                |
| Robert Warwick    | Don José                  |
| Jerry Austin      | Don Sebastián             |
| Douglas Kennedy   | Don Rodrigo               |
| Jean Shepherd     | Doña Carlota              |
| Mary Stuart       | Catherine                 |
| Helen Westcott    | Lady Diana                |
| Fortunio Bonanova | Don Serafino              |
| Aubrey Mather     | Lord Chalmers             |
| Una O'Connor      | Hofdame                   |
| Raymond Burr      | Kapitein Álvarez          |

## Prijzen en nominaties
| Jaar | Prijs  | Categorie              | Genomineerde(n)                            | Uitslag     |
| ---- | ------ | ---------------------- | ------------------------------------------ | ----------- |
| 1950 | Oscars | Beste kostuumontwerp   | Leah Rhodes William Travilla Marjorie Best | Gewonnen    |
| 1950 | Oscars | Beste productieontwerp | Edward Carrere Lyle Reifsnider             | Genomineerd |